# Oblężenie Kartaginy

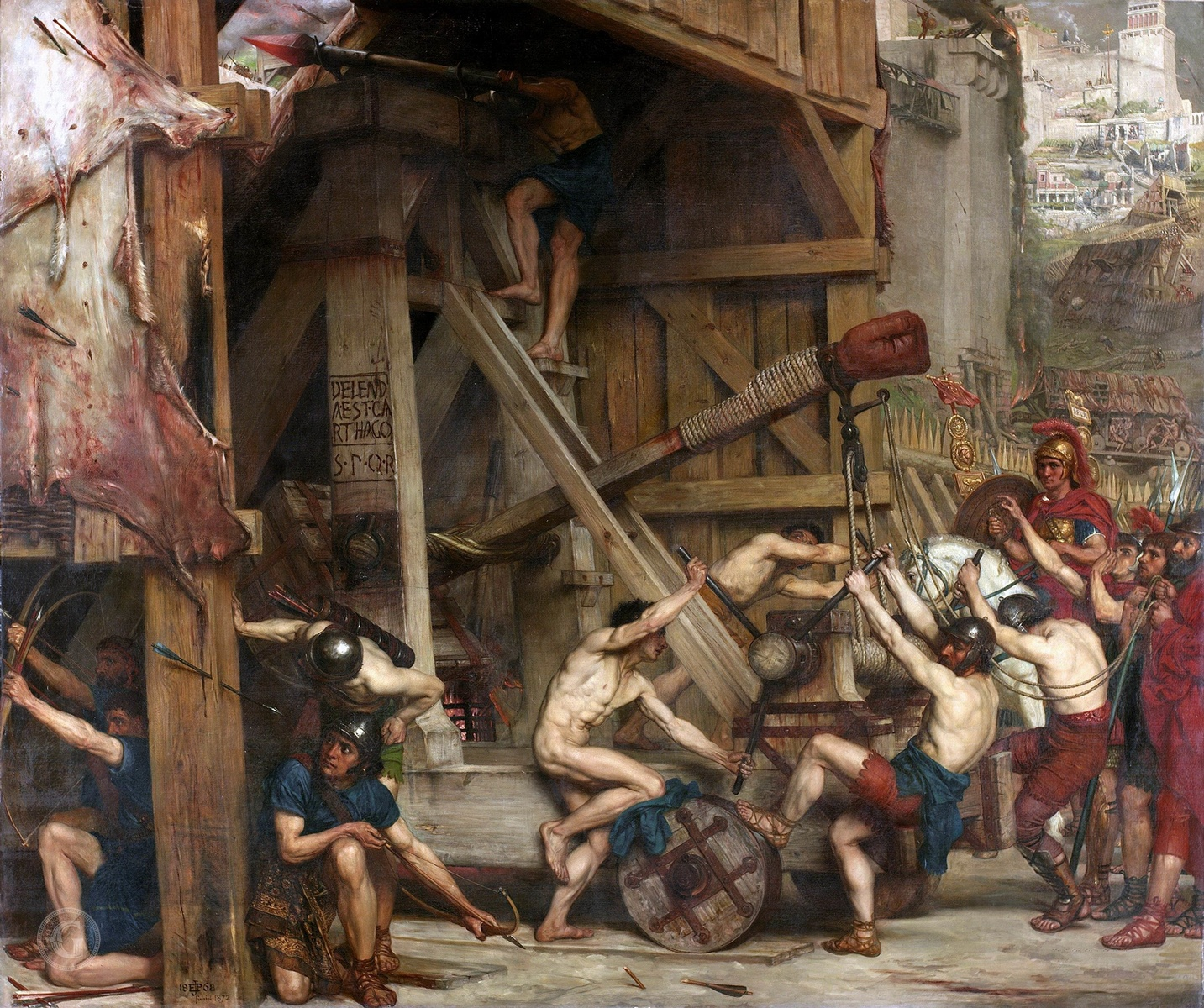
Epizod z oblężenia Kartaginy – Katapulta (mal. Edward Poynter, 1868)

Oblężenie Kartaginy – oblężenie stolicy imperium kartagińskiego przez Rzymian w latach 149–146 przed naszą erą, w czasie III wojny punickiej.

## Przygotowania do obrony
W roku 149 p.n.e. w Kartaginie doszło do masakry Latynów i zwolenników układów z republiką rzymską. Senat rzymski zażądał tak dalece niekorzystnych dla Kartagińczyków ustępstw, nie zgadzając się na wydanie zakładników, że wywołało to gniew w Kartaginie. W tej sytuacji, pozostali przy życiu członkowie miejscowego senatu w Kartaginie uchwalili wojnę z Rzymem. Kupowano broń, zniesiono niewolnictwo i przygotowywano zaciąg do wojska. Dowództwo nad armią polową objął Hasdrubal. W mieście dowództwo przypadło natomiast Hasdrubalowi (wnukowi Masynissy) Bithiasowi, który walczył w wojnie z Masynissą w latach 152–150 p.n.e. Podczas gdy Rzymianie tracili cenny czas na organizację swojego wojska oraz zatargi z Masynissą, obrońcy Kartaginy rośli w siłę, gromadząc zapasy i przygotowując się na długie oblężenie.

## Kalendarium

### Rok 149 p.n.e.
Rzymianie przygotowali atak z dwóch stron. Od strony Istmu atakował konsul Maniusz Maniliusz, pozostałe siły natomiast miały przy wsparciu floty zdobyć mury nadbrzeżne. Kartagińczycy nie dali się jednak zaskoczyć, a Rzymianie, widząc dobrze przygotowanych obrońców na murach, wycofali się. Podobnym niepowodzeniem zakończył się drugi atak rzymski, który przyniósł wojskom Maniliusza znaczne straty. W tej sytuacji Rzymianie podjęli decyzję o regularnym oblężeniu, odcinając obrońców od dróg zaopatrzenia na lądzie i morzu. Rozpoczęto prace nad budową machin oblężniczych; w tym celu kierowano grupy rzymskich żołnierzy w kierunku obozów pod miastem. Jedna z takich grup została napadnięta przez siły działającego w polu Himilkona Fameasa. W potyczce padło 500 Rzymian, którzy transportowali drewno do budowy machin. Kolejny atak na miasto przygotowywał konsul Lucjusz Marcjusz Cenzorinus, który przygotował machiny o wielkiej mocy. Jednak jeden z wypadów obrońców miasta zakończył się zniszczeniem całego sprzętu oblężniczego Rzymian. Wszystkie kolejne próby zdobycia murów kończyły się niepowodzeniem. Obrońcy obrzucali atakujących między innymi kamieniami oraz oblewali wrzątkiem. Wraz z nadejściem upałów w obozie rzymskim zaczynało chorować coraz więcej żołnierzy. Chcąc uniknąć wybuchu epidemii konsul Cenzorinus przeniósł obóz nad brzeg morza, gdzie stacjonowała flota. Kartagińczycy nie pozostawali obojętni na obecność okrętów rzymskich, wysyłając w ich stronę podpalone łodzie, które taranowały rzymskie jednostki. Kolejny wypad na urządzony przez konsula Publiusza Korneliusza Scypiona Emiliusza port zakończył się sukcesem obrońców, którzy zniszczyli port, plądrując punkty zaopatrzenia. Dużym sukcesem zakończył się jeden z wypadów na obóz rzymski, do którego zmierzali ocaleni po bitwie pod Nepheris żołnierze rzymscy. Atakujący zadali przeciwnikowi spore straty, zdobywając na przeciwniku wiele zwierząt jucznych.

### Rok 148 p.n.e.
W trakcie walk na stronę rzymską niespodziewanie przeszedł Himilkon Fameas na czele 2200 jazdy, co było sporym ciosem dla Kartagińczyków. Pomimo tego Rzymianom nie udało się zdobyć żadnego większego miasta punickiego, między innymi Nepheris. W tym samym roku Scypion wyjechał do Rzymu, gdzie zamierzał ubiegać się o stanowisko konsula na kolejny rok. Jego miejsce zajął konsul Lucjusz Kalpurniusz Pizon Cezoninus. Dowództwo floty przypadło pretorowi Lucjuszowi Hostyliuszowi Mancynusowi. Obaj dowódcy okazali się bardzo nieudolni, jedynym ich sukcesem okazało się zdobycie miasta Neapolis. Pozostałe ataki między innymi na Hippagretę czy Aspis zakończyły się niepowodzeniem, wobec czego konsul nie podejmując dalszych działań założył obóz zimowy w rejonie Utyki.

### Rok 147 p.n.e.
Wiosną 147 p.n.e. konsul Kalpurniusz Pizon kontynuował nieudane ataki na miasta punickie, flota Maniliusza wysadziła zaś desant pod murami Kartaginy. Ponad 3 tysiące legionistów wdarło się do miasta, gdzie zostało okrążonych przez obrońców. W tym samym czasie do Utyki wpłynęła flota Scypiona, który zarządził kurs ku oblężonemu miastu. Okrążeni w mieście żołnierze Maniliusza, którzy ponieśli ciężkie straty, osłaniani przez wojska Scypiona wycofali się w końcu na okręty. Po tym nieudanym ataku konsulów Scypion objął dowództwo nad całością sił rzymskich w Kartaginie, odsyłając dotychczasowych dowódców do Rzymu. W wojsku przywrócono dyscyplinę, mocno nadwątloną w ostatnim roku. Następnie Scypion zaatakował Megarę. Pierwszy atak wprawdzie został odparty, jednak drugi zakończył się sukcesem. 4 tysiące Rzymian wdarło się do miasta, spychając obrońców do Byrsy. W nocy jednak, obawiając się zasadzki Scypion nakazał niespodziewany odwrót, decydując się na wzięcie miasta głodem. W tym celu wokół Kartaginy zbudował umocnienia, odcinając obrońców od zaplecza. Od strony morza dostępu do miasta pilnowała flota. Obawiając się całkowitego pozbawienia zaopatrzenia, Kartagińczycy zbudowali naprędce flotę, która starła się z Rzymianami w bitwie nieopodal portu. Pomimo zadania flocie rzymskiej wysokich strat, obrońcy nie byli już w stanie dalej walczyć na morzu. Nieliczne sukcesy mieszkańców, takie jak zniszczenie oddziału rzymskiego i machin oblężniczych na grobli, nie odwróciły już sytuacji pod miastem. Na dodatek klęskę poniosła kartagińska armia Diogenesa w drugiej bitwie pod Nepheris, co całkowicie odebrało obrońcom wiarę w zwycięstwo.

### Rok 146 p.n.e.
Z nastaniem wiosny sytuacja mieszkańców stawała się coraz trudniejsza, a obrońcy cierpieli głód. Oddział rzymski dowodzony przez legata Gajusza Leliusza zaatakował port, który został podpalony, a obrońcy ponosząc duże straty wycofali się poza mury. Równocześnie główne siły pod wodzą Scypiona wdarły się z innej strony do miasta, zajmując zabudowania rynku towarowego. Rankiem Rzymianie uderzyli na Byrsę, zajęli też świątynię Apollina, którą doszczętnie splądrowali. Rozpoczęły się trwające 7 dni krwawe walki o miasto. Obrońcy walczyli z Rzymianami w wąskich uliczkach oraz na dachach domów, skąd byli zrzucani wprost pod miecze żołnierzy rzymskich. Rozpoczęła się prawdziwa rzeź ludności, Rzymianie nie oszczędzali nawet cywilów. Coraz więcej budynków legło w gruzach. Siódmego dnia Scypion zgodził się wypuścić z miasta 50 tysięcy cywilów, których sprzedano w niewolę. W Byrsie pozostało już zalewie 900 obrońców. Spychani przez Rzymian wyszli na dach świątyni, gdzie bronili się do końca przez cały dzień. Gdy do niewoli oddał się Hasdrubal, ostatni obrońcy świątyni podpalili budynek i złorzecząc władcy ginęli w płomieniach (wśród nich żona Hasdrubala i jej dzieci). Miasto spłonęło, a resztki z tego co ocalało, zostało rozgrabione przez Rzymian. Gdy wiadomość o zniszczeniu Kartaginy dotarła do Rzymu, senat wysłał do Afryki swoich przedstawicieli, którzy rzucili na miasto klątwę i zdecydowali o całkowitym jego zniszczeniu, tak aby nie pozostał kamień na kamieniu. Zdobycie Kartaginy zakończyło trzecią wojnę punicką.

## Literatura
- Bernard Nowaczyk: Kartagina 149-146 p.n.e., Wydawnictwo Bellona, Warszawa 2008.